# Blabia piscoides
Blabia piscoides är en skalbaggsart som först beskrevs av Thomson 1868.  Blabia piscoides ingår i släktet Blabia och familjen långhorningar.
Artens utbredningsområde är Venezuela. Inga underarter finns listade.